# José Reyes (compositor)
José Rufino Reyes y Siancas(Santo Domingo, 15 de noviembre de 1836 - 31 de enero de 1905) fue el músico-compositor del Himno Nacional Dominicano. Entre sus otras obras se encuentran composiciones de valses y marchas. También escribió música secular y religiosa. 
Su padre Rafael Reyes era un comerciante detallista pobre. Vivía en un bohío en la actual Arzobispo Nouel, lugar donde pasaría la mayor parte de su tiempo y donde haría sus creaciones. 
Tenía solo 8 años de edad cuando se proclamó la Independencia de 1844. Al poco tiempo el ambiente de las luchas le llevó a enrolarse como soldado.
Siendo soldado regular del Ejército estudió música con el director de la banda militar, Juan Bautista Alfonseca. Aprendió a tocar varios instrumentos musicales, pero se destacó en el violonchelo. Su vocación de compositor emotivo no tardó en revelarse.
Intelectualmente fue un autodidacta. En sus tiempos libres compuso música laica y religiosa, mucha de ella inédita. Como era muy modesto y severo autocrítica, solo propagó sus obras en algunas misas. Compuso además, mazurcas, valses, pasodobles y un himno.
En 1882 llevó al pentagrama el tema épico de su himno, luego que intelectuales de la talla de César Nicolás Penson y F. H. y Carvajal, José Dobeay, J. J. Pérez y Emilio Prud`Homme trazaron estrofas a petición suya. En 1883, Para celebrar el vigésimo aniversario de la Restauración de la República, se estrenaron los himnos de los maestros Reyes y Arredondo, siendo el primero el que más gustó.
Seis meses después, en una convención de prensa presidida por el director de “El Mensajero” en el teatro “La República”, como un homenaje a Duarte se tocó nuevamente el himno de Reyes. La banda militar del maestro Betances, en la plaza de la cultura, lo interpretó por tercera vez en 1885 y fue muy ovacionado.
En ocasión de una fiesta patria, el himno iba a ser tocado una vez, pero el tirano Hereaux dispuso que se tocara en cambio, la Marsellesa. Pero para el cincuentenario de la República, el Himno de Reyes había alcanzado popularidad.
En 1896 se pidió que fuera consagrado como “Himno Oficial Dominicano”. Cuando se inauguró el alumbrado eléctrico el 5 de enero de 1896, José Reyes estrenó el pasodoble “Salve al Progreso”, pieza dedicada al Ayuntamiento y que permaneció muchos años en el olvido.
En 1897 el himno de Reyes continuaba imponiéndose y se tocó nuevamente en la inauguración del ferrocarril Puerto Plata-Santiago, en el Cibao.
Ese himno tuvo sus enemigos. Durante el gobierno de Lilís, tuvo lugar una disputa periodística por un himno nacional definitivo, con la música de Reyes pero sin la letra de Emilio Prud`Homme. Ello obligó al congreso a dar su aprobación al original completo. Pero Heureaux, sin decir el motivo rehusó promulgar la ley. En otra ocasión, antes de la ocupación americana, se consideró el proyecto de ley y nuevamente fue boicoteado.
En 1932, la pieza “Salve al Progreso” fue sacada de un viejo archivo e instrumentada por el maestro José de Jesús Ravelo para la banda del ayuntamiento. Se interpretó y difundió el 17 de noviembre por radio, como un homenaje a su autor en los 98 años de su nacimiento. En 1934 un decreto dio al himno un carácter oficial. Luego, en 1935, el centenario del natalicio de Reyes, fue celebrado en todo el país, se entonó su himno y se le tributaron señalados homenajes de reconocimiento. Como el Cid Campeador, había triunfado después de su muerte, aquel homenaje sencillo de vida modesta, que a través de la alegría y la capacidad de su espíritu, y pesar de sus detractores, buscó exaltar toda la gallardía del pueblo, plasmando en una música viril las gestas patrias.
José Reyes murió el 31 de enero de 1905 sin poder ver oficializado el himno.